# 타이푼 톰슨
타이푼 톰슨(Typhoon Thompson)은 미국에서 개발된 비디오 게임이다. 에어하트의 후속작으로 나온 게임이다.

## 설명
바다 아이를 찾아서(Search for the Sea Child)의 타이푼 톰슨(Typhoon Thompson)은 댄 골린(Dan Gorlin)이 제작한 비디오 게임이다. 1988년에 아타리 ST를 위해 브로더번드에 의해 출판 된 후인 1990년에 아미가에 의해 출판되었다. 타이푼 톰슨은 골린이 작성한 애플 II의 게임인 에어하트를 리메이크한 것이다. 또한 이 게임은 아미가 파워에 의해 역대 최고의 게임 24위로 선정되었다.

## 같이 보기
- 비디오 게임
- 브로더번드